# Сан Бенедето (Бјела)
Сан Бенедето је насеље у Италији у округу Бијела, региону Пијемонт.
Према процени из 2011. у насељу је живело 59 становника. Насеље се налази на надморској висини од 272 м.